# لوخوف دولنه
لوخوف دولنه (به لاتین: Luchów Dolny) یک روستا در لهستان است که در گمینا تارنوگرود واقع شده‌است. لوخوف دولنه ۵۸۹ نفر جمعیت دارد.